# Fuafatu
Fuafatu ist eine Riffinsel im Riffsaum des Atolls Funafuti, Tuvalu, etwa 9 km nördlich von Tefala.

## Geographie
Die Insel bildet die westlichste Spitze des Atolls. Sie hat in etwa die Form einer „6“. Sie liegt im Schutzgebiet Funafuti Conservation Area, welches 1996 gegründet wurde mit dem Ziel die lokale Natur zu erhalten.
Im Westen ist das Riff Te Akau Fuafatu vorgelagert und zwischen dem Riff und der Insel gibt es einen Ankerplatz. Etwa drei Kilometer südöstlich verläuft der Kanal Te Ava Fuagea (⊙, auch: Ava Amelia, Fuagea Deep Pass). Die tiefe und schmale Passage ist bis zu 18,3 m tief und 160 m breit und bildet die deutlichste Trennung vom südlichen Teil des Atolls. Eine weitere, seichtere Passage zwischen dieser Marke und der Insel ist Te Ava Papa (⊙) und nach Nordosten trennt die Passage Te Ava Kumkum (⊙, auch: Kumkum Minor Pass) mit dem Inselchen Fualopa das Gebiet vom Rest des Riffes. Die nächstliegende Insel im Südosten ist Vasafua.